# Вартика Джа
Вартика Джа (хинди वर्तिका झा; род. 8 апреля 2000 года) — индийская танцор, хореограф и актриса. Она известна своим уникальным танцевальным стилем, которыи включает в себя поппинг, хип-хоп и живота. Она была участницей и заняла второе место в танцевальном реалити-шоу Star Plus Dance Plus (4 сезон) в 2018 году. Она дебютировала в кино, когда болливудский режиссёр Ремо Д’Суза снял Вартику в своём фильме Уличный танцор 3D (2020) вместе с Варун Дхаван и Шраддха Капур.

## Личная жизнь
Она дочь Арвинд Кумар Джа, оператора в Hindalco, Renusagar и Канта Джа. Вартика родился 8 апреля 2000 года и вырос в Ренусагаре, Сонбхадра, Уттар-Прадеш. Она родилась в семье индуистского Брахманы.

## Карьера
Столкнувшись с несколькими отказами, Вартика была выбрана на Dance Plus (4 сезон) в 2018 году, который транслировался на Star Plus. В шоу она вышла в финал, где заняла второе место.
Судья Dance Plus, хореограф и болливудский режиссёр Ремо Д’Суза снял Вартику в своём фильме Уличный танцор 3D вместе с Варун Дхаван и Шраддха Капур.
Затем она участвовала в качестве хореографа в танцевальном шоу Sony TV Лучший танцор Индии (сезон 1), где Вартика была хореографом-победителем участника Tiger Pop (Аджай Сингх), который стал победителем конкурса Индии. Лучший танцор (сезон 1) 2020 года.
В 2021 году Вартика поставила танцы для участника Super Dancer Санчита Чананы, который занял второе место в танцевальном шоу Sony TV Super Dancer Chapter 4.
Затем она работала хореографом в танцевальном шоу Sony TV Лучшая танцовщица Индии (сезон 2), где Вартика была хореографом-победителем конкурсантки Саумьи Камбл, которая стала победителем конкурса Лучшая танцовщица Индии (сезон 2) в 2022 году.
В 2022 году Вартика стала капитаном команды Vartika в танцевальном шоу Zee TV DID Li’l Masters (5 сезон), где она ставила хореографию для всех участников команды Vartika. Затем она работала хореографом в танцевальном шоу Zee TV DID Super Moms (3 сезон), где Вартика была хореографом-победителем Варши Бумры, которая стала победителем DID Super Moms (3 сезон) ) в 2022 году.

## Фильмография

### Фильмы
| Год  |   | Русское название  | Оригинальное название | Роль    |
| ---- | - | ----------------- | --------------------- | ------- |
| 2020 | ф | Уличный танцор 3D | Street Dancer 3D      | Самайра |

### Телевидение
| Год  | Сеть      | Показывать                    | Роль      | Заметки                   |
| ---- | --------- | ----------------------------- | --------- | ------------------------- |
| 2018 | Star Plus | Dance Plus (4 сезон)          | участник  | 2-й занявший второе место |
| 2020 | Star Plus | Dance Plus (5 сезон)          | Саму себя | Гость                     |
| 2020 | Sony TV   | Лучший танцор Индии (сезон 1) | Хореограф | Победитель                |
| 2021 | Sony TV   | Super Dancer Chapter 4        | Хореограф | 2-й занявший второе место |
| 2021 | Star Plus | Dance Plus (6 сезон)          | Саму себя | Гость                     |
| 2022 | Sony TV   | Лучший танцор Индии (сезон 2) | Хореограф | Победитель                |
| 2022 | Zee TV    | DID Li’l Masters (5 сезон)    | капитан   |                           |
| 2022 | Zee TV    | DID Super Moms (3 сезон)      | Хореограф | Победитель                |

### Видеоклипы
| Год  | Заголовок | Певица (ы)    | Ссылка |
| ---- | --------- | ------------- | ------ |
| 2022 | Гайе Джа  | Ариджит Сингх | [ 20 ] |